# Central European Hockey League
La Central European Hockey League est une compétition de hockey sur glace opposant des clubs venant de Belgique, des Pays-Bas et d'Allemagne. Créée en 2015, elle est organisée par les fédérations néerlandaise et belge et fait office de championnat élite dans ces deux pays. En 2023, la ligue s'ouvre à des clubs allemands basés en Rhénanie-Palatinat.
Les Bulldogs de Liège sont les tenants du titre. 
Le HYC Herentals, les Unis Flyers Heerenveen et les Bulldogs de Liège détiennent le plus grand nombre de titres avec deux chacun.

## Historique
Avec l'amenuisement du nombre d'équipes dans leur championnat respectif, les fédérations néerlandaise et belge s'entendent pour la mise en place d'une ligue commune transfrontalière à partir de la saison 2015-2016. Les championnats et les coupes nationales des deux pays continuent d'être organisé en parallèle. 16 équipes, 10 des Pays-Bas et 6 de Belgique, s'inscrivent dans la nouvelle compétition, avec une seconde division prévue pour la saison suivante. Les équipes sont réparties dans deux groupes  avec un nombre égal de clubs de chaque pays au sein de chaque. La première édition est remportée par les Belges du HYC Herentals, vainqueurs en finale des Heerenveen Flyers deux victoires à une.
La saison suivante, la ligue pert deux des représentants belges tandis que les Dordrecht Lions sont remplacés par le GIJS Groningen côté néerlandais. La ligue continue finalement avec un format de division unique avec deux groupes. Heerenveen s'impose en finale en dominant leurs compatriotes du HYS La Haye. Après une année, Groningue décide de quitter le championnat qui se restructure en une poule unique. L'édition 2017-2018 voit une répétition de la finale précédente, les joueurs de La Haye prennant leur revanche. En 2018-2019, Eindhoven Kemphanen et Red Eagles 's-Hertogenbosch quittent à leur tour la ligue qui voit l'arrivée des Golden Sharks Mechelen. En finale de BeNe League, HYC Herentals s'adjuge son second titre.
La ligue continue de perdre des participants avec le départ des Amsterdam Tigers durant l'été 2019.  Cette saison, les clubs de la BeNe League disputent l'Inter Regio Cup en parallèle du championnat. La compétition les met aux prises avec les clubs de Regionalliga West, l'un des championnats formant le quatrième échelon du hockey allemand et est remportée par les Allemands de l'EHC Neuwied. Au printemps 2020, la saison est annulée avant les demi-finales en raison de la pandémie de Covid-19. Celle-ci pousse également à l'annulation complète de la saison 2020-2021. La compétition reprend ses droits en 2021-2022 mais avec trois clubs en moins → les Nijmegen Devils, la réserve des Tilburg Trappers et les Antwerp Phantoms → réduisant le ligue à huit équipes. La saison arrive à son terme malgré plusieurs rencontres non-jouées. Les Flyers s'octroient leur deuxième championnat en dominant les Bulldogs de Liège en finale.
En 2022-2023, l'Inter Regio Cup est de nouveau organisée mais avec Neuwied comme seul représentant allemand qui cède le titre à Liège. En championnat, les Bulldogs et les Flyers se retrouvent de nouveau en finale. Les Belges gagnent leur premier titre dans la compétition, complétant avec succès une saison durant laquelle ils s'adjugent également le Championnat et la Coupe de Belgique.
Le 9 juin 2023, la ligue intègrent deux clubs allemands, l'EG Diez-Limburg et l'EHC Neuwied, qui viennent d'être exclus de la Regionalliga West. Considérant que cet élargissement n'est pas dans leur intérêt, les Zoetermeer Panters décident de quitter le championnat.

## Clubs participants
.
.
| Club                      | Ville      | Province             | Patinoire                   | Entrée |
| ------------------------- | ---------- | -------------------- | --------------------------- | ------ |
| Bulldogs de Liège         | Liège      | Province de Liège    | Patinoire de Liège          | 2015   |
| IHC Louvain               | Louvain    | Brabant flamand      | IJsbaan Leuven              | 2015   |
| HYC Herentals             | Herentals  | Province d'Anvers    | Bloso Centrum Netepark      | 2015   |
| Golden Sharks Mechelen    | Malines    | Province d'Anvers    | Ice Skating Center Mechelen | 2018   |
| Hijs Hokij La Haye        | La Haye    | Hollande-Méridionale | De Uithof                   | 2015   |
| Snackpoint Eaters Limburg | Geleen     | Limbourg             | IJshal Glanerbrook          | 2015   |
| Unis Flyers Heerenveen    | Heerenveen | Frise                | Thialf                      | 2015   |
| EG Diez-Limburg           | Diez       | Rhénanie-Palatinat   | Eissportzentrum Diez        | 2023   |
| EHC Neuwied               | Neuwied    | Rhénanie-Palatinat   | IceHouse Neuwied            | 2023   |

## Anciens clubs
| Club                        | Ville             | Province                | Patinoire                  | Période   |
| --------------------------- | ----------------- | ----------------------- | -------------------------- | --------- |
| IJHC Dordrecht Lions        | Dordrecht         | Hollande-Méridionale    | Sportboulevard Dordrecht   | 2015-2016 |
| Turnhout Tigers             | Turnhout          | Province d'Anvers       | Kempisch ijsstadion        | 2015-2016 |
| Olympia Heist op den Berg   | Heist-op-den-Berg | Province d'Anvers       | Die Swaene                 | 2015-2016 |
| GIJS Groningen              | Groningue         | Groningue               | Sportcentrum Kardinge      | 2016-2017 |
| Red Eagles 's-Hertogenbosch | Bois-le-Duc       | Brabant-Septentrional   | Sportiom 's-Hertogenbosch  | 2015-2018 |
| Eindhoven Kemphanen         | Eindhoven         | Brabant-Septentrional   | IJssportcentrum Eindhoven  | 2015-2018 |
| Amsterdam Tigers            | Amsterdam         | Hollande-Septentrionale | Jaap Edenhal               | 2015-2019 |
| Antwerp Phantoms            | Anvers            | Province d'Anvers       | Ijsbaan Ruggerveld         | 2015-2020 |
| Nijmegen Devils             | Nimègue           | Gueldre                 | Triavium                   | 2015-2020 |
| Tilburg Trappers II         | Tilburg           | Brabant-Septentrional   | Stappegoor IJssportcentrum | 2015-2020 |
| Zoetermeer Panters          | Zoetermeer        | Hollande-Méridionale    | Silverdome                 | 2015-2023 |

## Palmarès
| Saison    | Champion                                       | Finaliste                                      | Score                                          |
| --------- | ---------------------------------------------- | ---------------------------------------------- | ---------------------------------------------- |
| 2015-2016 | HYC Herentals                                  | Unis Flyers Heerenveen                         | 2-1                                            |
| 2016-2017 | Unis Flyers Heerenveen                         | HYS La Haye                                    | 3-1                                            |
| 2017-2018 | HYS La Haye                                    | Unis Flyers Heerenveen                         | 3-1                                            |
| 2018-2019 | HYC Herentals                                  | Unis Flyers Heerenveen                         | 3-1                                            |
| 2019-2020 | Saison interrompue par la pandémie de Covid-19 | Saison interrompue par la pandémie de Covid-19 | Saison interrompue par la pandémie de Covid-19 |
| 2020-2021 | Saison annulée par la pandémie de Covid-19     | Saison annulée par la pandémie de Covid-19     | Saison annulée par la pandémie de Covid-19     |
| 2021-2022 | Unis Flyers Heerenveen                         | Bulldogs de Liège                              | 2-1                                            |
| 2022-2023 | Bulldogs de Liège                              | Unis Flyers Heerenveen                         | 3-0                                            |
| 2023-2024 | Bulldogs de Liège                              | EHC Neuwied                                    | 3-2                                            |